# Maison Alérame
 (août 2019).
Les Alérame, en italien les Aleramici, connus aussi sous le nom antique des Aleramidi, furent une importante famille féodale piémontaise dont les diverses branches gouvernèrent le Montferrat, Saluces, Savone et d'autres terres comprises entre la Ligurie et le Piémont.

## Origines
Les origines et la généalogie de cette maison ne sont pas très précises en raison du peu d'informations disponibles et des contradictions que donnent les faux documents réalisés au XVIIIe siècle afin de soutenir les prétentions héraldiques de certains et qui ont été largement utilisés par les historiens du XIXe siècle. Au cours des siècles passés, beaucoup d'historiens cherchèrent à retracer les ancêtres d'Alérame, le fondateur de la dynastie, qui d'après des fonts médiévaux fantaisistes descendrait de Teodorico di Frisia ou des seigneurs de Kent. D'autres historiens, surtout au XVIe siècle-XVIIe siècle cherchèrent inutilement à trouver la confirmation de la légende de l'amour qui aurait lié Alérame à Adelasia, mythique fille de l'empereur allemand Otton Ier du Saint-Empire.
Cette légende raconte qu'un couple allemand de passage dans la région aurait laissé leur nouveau-né dans un village de Montferrat. L'enfant fut appelé Alerami et élevé par les villageois. Plus tard, il participa à une bataille à Brescia, puis rencontra la fille de l'empereur et s'enfuit avec elle en Ligurie. Ils eurent quatre fils. L'aîné ira à une bataille et aura un tel courage que l'empereur voulut le connaître. Lorsqu'il apprit qui il était, il pardonna à sa fille et nomma Alerami marquis.
La dotation du monastère de Grazzano, un document de 961, fait référence au fait qu'Alérame est le fils d'un comte Guillaume, de loi salique. Il semble plausible d'identifier Guillaume avec un personnage, probablement de souche franque, entré en Italie avec trois cents soldats à la suite de Guy III de Spolète en 888 et actif en 924 à la cour de Rodolphe II de Bourgogne, roi d'Italie. Les origines d'Alérame seraient donc à chercher, et différentes hypothèses ont été énoncées, dans les territoires du royaume de Lothaire. Les origines d'Adelasia, première femme d'Alérame et à l'origine des Alérame, restent inconnues. Avec certitude, Alérame se maria avec Gerberga, fille de Bérenger II roi d'Italie et ce mariage lui permit d'obtenir le titre de marquis entre 958 et 961. L'origine impériale d'Adelasia semble être une légende créée afin de donner un plus grand prestige à sa descendance.
Alérame peut être considéré comme le véritable fondateur de la dynastie alérame. Il bénéficiait d'un grand prestige aussi bien auprès des rois d'Italie Hugues d'Arles, Lothaire d'Arles et Bérenger II qu'à la cour de l'empereur Otton Ier comme le montrent les diverses terres qu'il obtint et qui s'ajoutèrent aux biens qu'il possédait déjà dans la région de Verceil et en Lombardie, ainsi que le titre de marquis qui lui fut attribué par Bérenger II. En 967 Otton de Saxe lui donna un vaste territoire entre l'Orba et le Tanaro, qui au sud atteignait Savone. Ce territoire, inculte, fut dévasté au cours du siècle précédent par des incursions de brigands provenant ou favorisés par les soi-disant sarrasins de Frassinet. Ce territoire reçut le nom de Vasto ou Guasto et de nombreux successeurs d'Alérame se firent appeler marquis de Vasto. Pendant plusieurs siècles, selon Riccardo Musso, le toponyme resta en usage dans le territoire compris entre Dego, Montenotte, Carcare et Cairo. Dans d'autres lieux, le toponyme équivalent Langhe (vulgariter enim loca deserta Langae dicuntur selon Lunig) prévalut.
La marche, dont Alérame fut le marquis, s'étendait approximativement du bas de Verceil à Savone, et sur la côte de Finale à Cogoleto. Dans cette aire, il y avait plusieurs centres urbains, comme Savone ou Acqui, gouvernées par leur évêque et dotées d'une grande autonomie reconnue par l'empereur. Au moment de l'investiture d'Alérame, le reste du Piémont et de la Ligurie occidentale étaient divisés en deux grandes marches : au nord celle d'Ivrée et au sud, entre Turin et Vintimille, celle du marquis de Turin Ardouin le Glabre.

## Les principales branches de la descendance d'Alérame

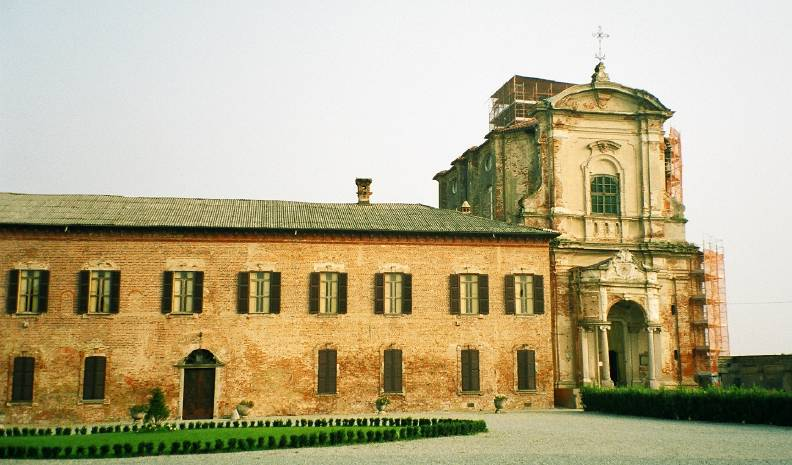
L'abbaye de Lucedio où sont enterrés les seigneurs du Montferrat.

Les Alérame ne suivent pas la règle du droit d'aînesse et pour réduire l'affaiblissement dynastique dû au fractionnement des biens, ils gèrent ceux-ci de manière associative. Les domaines d'Alérame restent une propriété partiellement indivisible entre les descendants de ses deux fils Otton et Anselme pendant presque un siècle, comme le démontrent les accords que Savone continue à renouveler avec toutes les branches de la famille jusqu'en 1085.
À la fin du XIe siècle, un siècle après la mort d'Alérame, les trois branches principales de la descendance d'Alérame sont :
- les marquis de Montferrat, descendants d'Otton. Leurs biens sont concentrés au nord du Tanaro, même si au cours des siècles suivants, ils conquièrent beaucoup de territoires dans le Piémont méridional qui appartiennent à d'autres familles issues d'Alérame;
- Les marquis de Bosco, descendants d'Anselme. Leurs biens se situent entre Alexandrie et Albisola;
- Les marquis de del Vasto, eux aussi descendants d'Anselme. Ils héritent des territoires entre Loreto, Savone auxquels ils ajoutent une bonne partie des biens arduin qui se situent entre Saluces et Albenga.

Ces subdivisions correspondent aux noyaux patrimoniaux résultant des importantes donations reçues par Alérame. Les deux premières donations proviennent d'Hugues d'Arles et de Lothaire. La première (934) concerne la cour d'« Auriola »(?), qui permet à Alérame d'étendre ses domaines dans le Montferrat. La localisation la plus acceptée est celle de Trino, au nord du Pô entre Chivasso et Verceil, même si le nom d'Auriola rappelle Olivola, à proximité de Grazzano. La donation de l'année suivante concerne la cour de di Villa del Foro (Forum Fulvii romaine, actuelle une frazione d'Alexandrie, il territoire entre « Barcile » et « Carpanum », qui pourrait être le territoire le long de l'Orba jusqu'à Carpeneto et la ville de Ronchi. La région d'Alexandrie et la vallée de l'Orba (les deux premiers biens de la seconde donation) constituent le noyau des marquis del Bosco, alors que le troisième, non loin du territoire qui donnera naissance, deux siècles plus tard, au marquisat d'Incisa, pourrait avoir été transmis aux marquis de Sezzadio, leurs biens s'ajoutant à ceux des marquis del Vasto. Enfin en 967 l'empereur Otton Ier donne à Alérame seize cours dans le territoire dévasté par les « Sarrasins » de Frassinet dans l'arrière-pays de Savone et dans les Langhe. Ce territoire, appelé « Vasto », est le noyau patrimonial des marquis nommés del Vasto.
La séparation patrimoniale entre les trois branches alérames, qui débute dans les premières décennies du XIe siècle, se conclut avec l'extinction de la descendance mâle des marquis de Turin. Compte tenu que deux filles de Olderic Manfred II, Berte et Adélaïde, ont épousé respectivement Tete (le père de Boniface del Vasto) et Henri de Montferrat, après la mort d'Adélaïde les territoires des marquis alérames s'étend le long du Pô à tout le bas Piémont, s'opposant cependant aux ambitions des Savoie (Humbert comte de Maurienne). Le pouvoir de Boniface et Humbert s'arrête le long d'une frontière située entre Staffarda et Carmagnole, le long de la ligne du Pô.
Le grand domaine de Boniface, « le plus célèbre marquis d'Italie », suivant le chroniqueur Goffredo Malaterra, est divisé entre ses sept fils donnant naissance à un grand nombre de lignée dynastique: les marquis de Saluces, ceux de Busca et Lancia, ceux de Ceva et Clavesana, ceux de Savone et ceux d'Incisa.

## Les Alérame du Montferrat

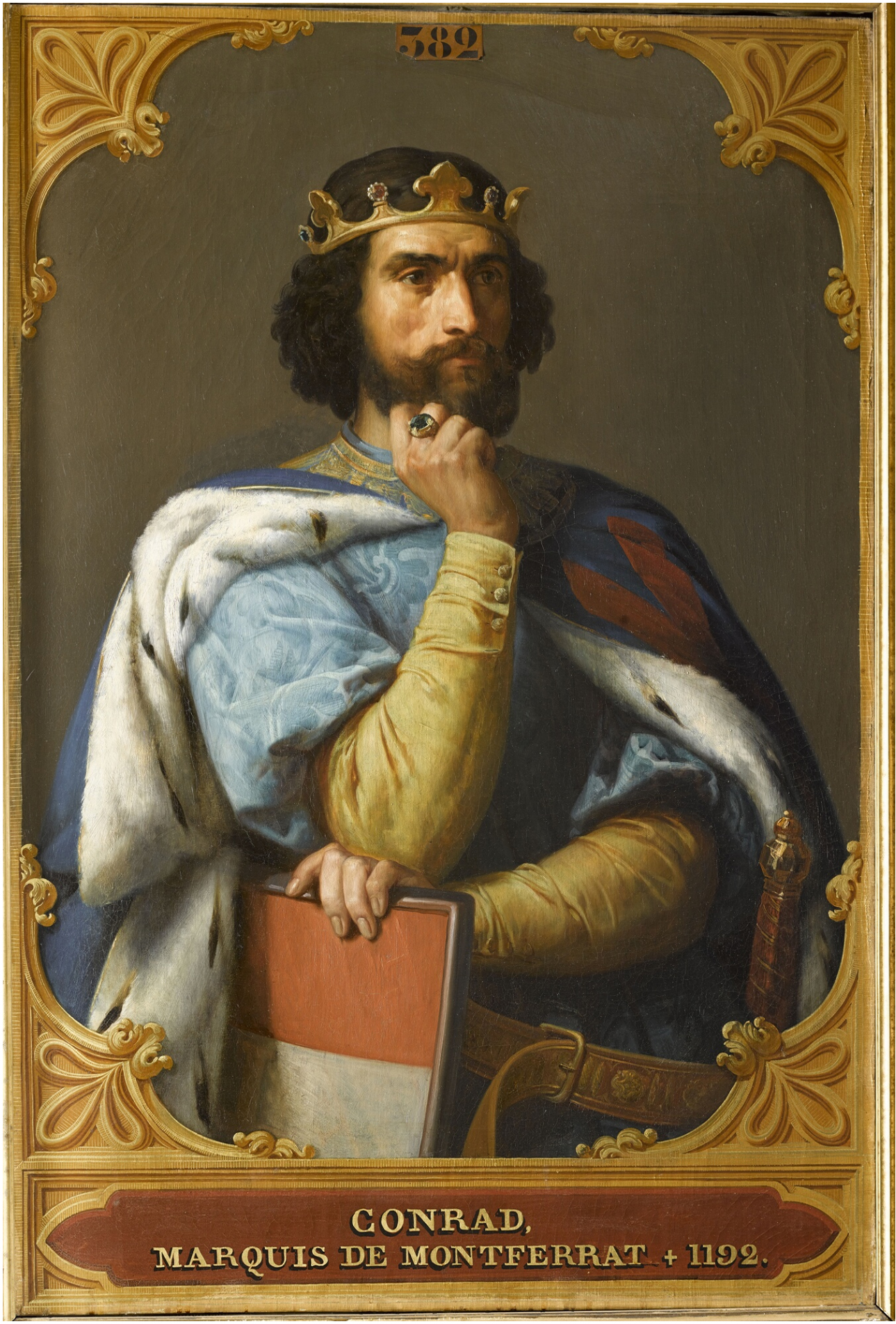
Conrad de Montferrat, par François-Édouard Picot, 1843 (Musée de Versailles, salle des croisades).

Les descendants d'Alérame gèrent pour plusieurs années de manière associative les domaines hérités. Après quelques dizaines d'années, les territoires du Monteferrat deviennent un marquisat, dont les descendants d'Otton, un des deux fils d'Alérame, deviennent les seigneurs.
À partir du XIe siècle, les marquis du Montferrat voient leurs pouvoirs augmenter de manière importante devenant la principale dynastie féodale du Piémont méridional. Les objectifs des marquis sont l'expansion au détriment des importantes communes d'Asti, d'Alba et d'Alexandrie, mais déjà au milieu du XIe siècle, la famille s'engage sur un second front, celui de l'orient. La participation aux guerres en Terre sainte, et en particulier lors de la troisième croisade, apporte une grande gloire à la cour de Montferrat.
Les successeurs de Guillaume VI, Boniface II le géant et Guillaume VII le grand s'emploie à l'extension de leurs domaines dans le Piémont. Guillaume VII réussit à étendre son influence au point de devenir capitaine de Milan. Il finit cependant sa vie misérablement dans une cage de fer, capturé par Alexandrie.
Avec la mort de Guillaume VII, le marquisat connait des désordres. Son fils Jean, qui meurt sans héritier mâle en 1305, est le dernier marquis alérame du Montferrat.
La fille de Guillaume VII, Violante s'est mariée avec l'empereur Andronic II (on observe encore le lien entre Les Alérame et l'Orient): le fils Théodore réclame le trône de Montferrat qu'il réussit à obtenir. C'est le début de la domination de la famille des Paléologues.

### Les Montferrat en Orient
Guillaume V, Conrad et Boniface prennent part aux croisades. Le petit-fils de Guillaume V, Baudouin V de Jérusalem, et son fils Conrad réussissent à devenir, pour peu de temps chacun, rois de Jérusalem, alors que Boniface réussit à prendre la couronne du petit royaume de Thessalonique. Le titre est plus honorifique qu'effectif, à la mort de Boniface en 1207, l'éphémère royaume se dissout rapidement. Son fils Démétrios obtient le trône encore enfant et son pouvoir est confié à des régents avant d'être annexé par le despotat d'Épire en 1224.

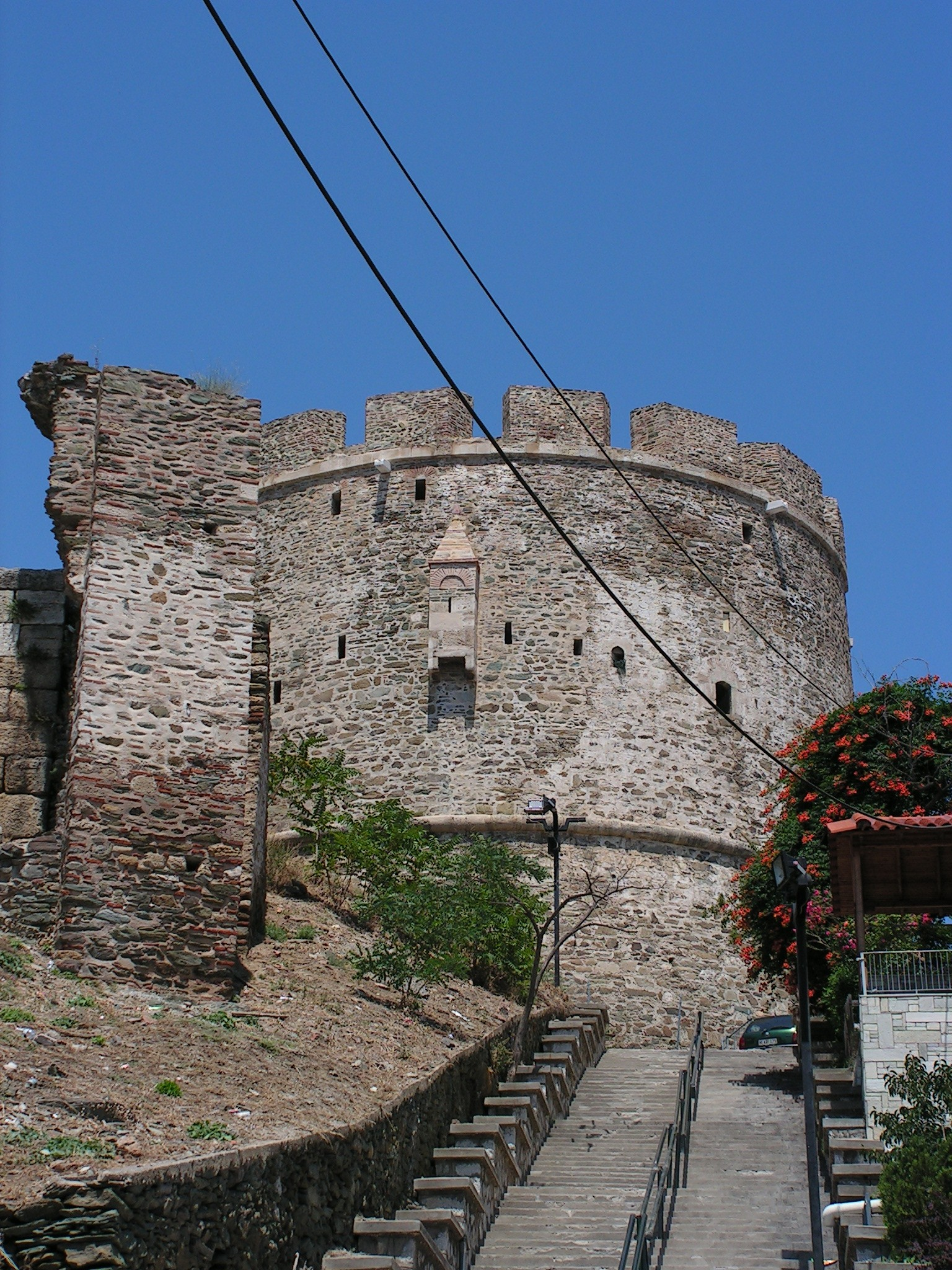
Fortifications de Thessalonique, la ville qui devient capitale du royaume de Boniface.

Les Montferrat deviennent membres des dynasties régnantes de Byzance. Rénier II de Montferrat (1163-1182), en épousant Marie en février 1180 la fille de Manuel Ier Comnène, empereur d'Orient, devient le gendre et un membre de la dynastie régnante même si, après l'accession au trône de Andronic Ier Comnène, ceux-ci sont éliminés. 

Les Montferrat, de plus, se lient avec la dynastie Paléologue: en épousant Andronic II Paléologue, la marquise Yolande donne naissance à Théodore, qui fort des droits de sa mère, résiste aux prétentions des marquis de Saluces à la succession du trône de Montferrat en 1305, donnant naissance à une nouvelle dynastie.

## Les Alérame de Bosco et Ponzone
Anselme III, petit-fils d'Anselme fils d'Alérame, a pour fils Hugues, marquis de Bosco et de Ponzone. Il hérite des droits alérames dans le territoire qui, depuis le littoral ligure entre Albisola (à l'orient du mont Priocco) et Varazze comprise, se prolonge jusqu'à la plaine du Pô, le long de la vallée de l'Orba, de la Stura et de la Piota jusqu'à Alexandrie, ayant comme frontière nord-occidentale la Bormida di Spigno.
Deux fils d'Hugues, Anselme et Alérame, sont à l'origine respectivement des marquis de Bosco et de celui de Ponzone. La seigneurie des premiers s'étend sur Bosco, Ovada, Ussecio (actuellement Belforte Monferrato), Pareto, Mioglia, Monteacuto, Ponte dei Prati (actuellement Pontinvrea), Casteldelfino (localité, qui, un temps, se trouvait entre Pontinvrea et Giovo Ligure) et Stella, alors que la seconde comprend Ponzone, Sassello, Spigno, Celle et Varazze.
Au cours des siècles suivants, leurs territoires sont compris entre les communes d'Alexandrie et de Gênes, ils doivent faire preuve, de manière répétée, de soumission. Le fractionnement progressif des biens féodaux entre les différentes lignées est la principale cause de la décadence des marquis de Bosco et Ponzone.

## Les Alérame de Del Vasto
La branche Del Vasto (it) débute avec Boniface del Vasto qui partage ses fiefs entre ses sept fils. Trois d'entre eux n'eurent pas de descendance par contre les quatre restant donnèrent naissance aux marquis de Saluces, Ceva et Clavesana, Savone, Busca et Lancia. Boniface avait eu aussi un fils d'un premier lit qui donne naissance au marquisat d'Incisa.

### Les Alérame de Saluces

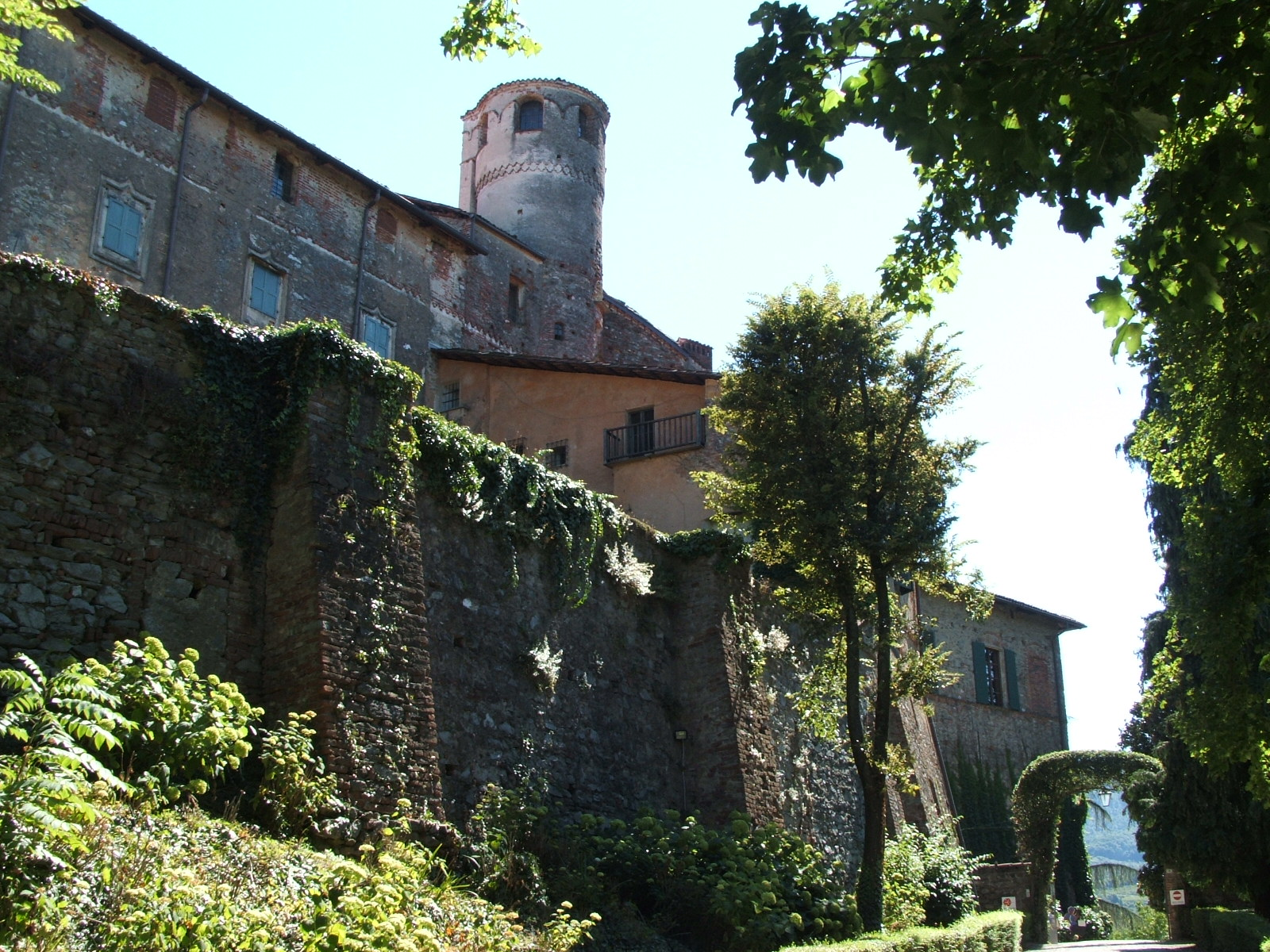
Le château della Manta, siège de la famille des del Vasto de Saluces.

Après la mort de Boniface del Vasto le territoire du Marquisat de Saluces passe au fils ainé Manfred. Les Saluces sont, pendant des siècles, freinés par la puissance montante des Savoie, restant confinés dans le bourg de Saluces que le marquis Manfred II considèrera comme sa capitale. En 1305, au moment de la mort sans héritier de Jean Ier, dernier marquis alérame du Montferrat, les marquis de Saluces chercheront sans succès à en obtenir la succession.
Le plus grand moment de gloire des marquis de Saluces a lieu au XVe siècle, sous le règne des marquis Ludovic Ier et Ludovic II: au cours de ces années, le petit état devient un habile médiateur entre les partis belliqueux du Piémont et un centre culturel et artistique raffiné.
Après la mort de Ludovic II, le marquisat entame une décadence rapide. Les guerres italienne de Charles VIII de France et de Louis XII dévastent le petit état et que les seigneurs qui le gouverne s'éteignent sans descendance. Le dernier marquis, Gabriel, est déposé, le territoire de Saluces passe d'abord sous le contrôle français, puis par le traité de Lyon de 1601, aux Savoie.

Alérame, marquis de Saluces : D'argent, au chef d'azur. Casque couronné.[4]
« Saluzzo del Castellar » : D'argent, au chef d'azur, chargé d'une couronne d'or.[4]
« Saluzzo della Manta » : Écartelé: aux 1 et 4, d'argent, au chef d'azur ch. d'une fleur-de-lis d'or; aux 2 et 3, d'argent, au lion de gueules.[4]
« Saluzzo di Cardé » : Écartelé : aux 1 et 4, d'or, à la fasce échiquetée d'argent et de gueules de trois tires, sommée d'une épine en forme de fleur-de-lis de gueules, fichée dans la fasce (Spinola) ; aux 2 et 3, bandé de gueules et d'or et au chef d'or chargé d'une aigle de sable (de Miolans). Sur le tout d'argent, au chef d'azur.[4]
« Saluzzo di Matone » : D'argent, au chef d'azur, à la cotice de gueules, brochant sur le tout.[4]
« Saluzzo di Montemale » : Écartelé : aux 1 et 4, d'argent, au chef d'azur; aux 2 et 3, burelé de sable et d'or de dix pièces, au crancelin de sinople, sur le burelé (de Wettin).[4]
« Saluzzo di Valgrana » : D'argent, au chef d'azur, chargé d'une tête de lion d'or.[4]

### Les Alérame de Ceva
Le quatrième fils de Boniface del Vasto, Anselme, devient après 1125 le premier marquis de Ceva, seigneur d'un territoire stratégique dans les Apennins, ce titre est confirmé par un document de 1140.
Après sa mort, Anselme, qui est aussi seigneur de Clavesana, partage ses biens entre ses fils Guillaume Ier et Boniface : le premier reçoit Ceva, le second Clavesana et Boves.
Le marquisat cherche à survivre au travers d'une politique matrimoniale et l'appui des communes d'Asti et Alba: au XIIe siècle, le territoire s'agrandit grâce à l'appui d'Asti comme le rappelle le Codex Astensis. Guillaume de Ceva est le promoteur de cette expansion qui consolide les positions de la maison.
À partir de 1218, il n'y a plus d'informations sur Guillaume de Ceva. Le territoire est partagé entre ses fils, l'un d'entre eux obtient le titre de marquis de Clavesana. Au cours du siècle suivant, le mariage de Catherine de Clavesana avec Henri III de Carretto transfère une partie des territoires des Clavesana sous le contrôle des Del Carretto de Finale.

### Les Alérame de Savone (les Del Carretto)

Blason des Del Carretto de Finale.

Le 10 juin 1162 Henri del Vasto obtient, de l'empereur Frédéric Barberousse, l'investiture de la marche de Savone, un grand territoire, qui depuis la côte ligure (de Savone à Finale) se prolonge le long des vallées de la Bormida jusqu'à proximité d'Acqui. Cortemilia et Novello rejoignent aussi les territoires de Henri quelques dizaines d'années plus tard, après la mort, sans héritier, de Boniface, frère d'Henri, évêque d'Alba et marquis de Cortemilia. De la même manière, la mort de Hugues de Clavesana, autre fils de Boniface del Vasto, est à l'origine des droits de succession qui permettent aux descendants d'Henri de revendiquer le diocèse d'Albenga et les autres territoires du marquisat de Clavesana.
Tous les Del Carretto descendent d'Henri del Vasto, appelé aussi Henri Ier Del Carretto, et au cours des siècles suivants, ils se partagent ses territoires. Henri n'utilise pas le nom de Del Carretto qui est attribué pour la première fois à ses fils après 1190. Le patronyme serait issu du nom d'un petit château sur la Bormida, hypothèse récemment contredite.
Le contrôle de Henri del Vasto sur le grand territoire de la marche de Savone est plus théorique que réel en raison de la croissante autonomie des communes de Savone, Noli, Alba et Alexandrie. Déjà dans la première moitié du XIIe siècle, Savone et Noli se sont constitués progressivement en communes libres sous la protection de Gênes et les accords de 1153 avec Savone et de 1155 avec Noli formalisent leur large autonomie.
Malgré la présence de biens et de droits fiscaux les régions de Savone et Noli, la présence des Del Carretto sur la côte ligure au moment de l'investiture d'Henri se limite seulement à Finale. Vers 1193 Henri II de Carretto ceint d'un mur le centre urbain de Finalborgo. Le fils d'Henri del Vasto, semble être le premier, en 1188, à utiliser le titre de marquis de Finale. Pour de nombreux siècles, les del Carretto continuent à porter ce titre honorifique qui rappelle l'ancienneté de leur maison et l'origine impériale du titre.
Comme Henri del Vasto, Henri II et son fils Jean sont gibelins. Jean épouse une fille de Frédéric II, Catarina di Merano. Après la mort de Jean del Carretto (1265), ses territoires sont partagés entre ses fils donnant naissance à trois nouvelles lignées dynastiques. Un de ses États, celui de Finale, reste sous leur domination pendant trois siècles avant de passer à l'Espagne en 1602. Les deux autres sont ceux de Millesimo dont les seigneurs sont sous la domination des marquis de Montferrat, et celui de Novello. Au XIVe siècle, les Del Carretto, grâce au mariage d'Henri, troisième fils du marquis Georges, avec Catherine de Clavesana, donne naissance au marquisat de Zuccarello et Balestrino, entre Finale et Albenga.
Malgré la souveraineté reconnue de l'Empereur, les Del Carretto doivent défendre continuellement leur autonomie des ambitions de Gênes, les territoires des marquis de Savone constituent une enclave qui partage en deux les possessions de la République. En 1385 Gênes obtient des marquis qu'ils se reconnaissent, pour moitié de leurs domaines, sujets de Gênes.
Au XIVe siècle, l'alliance avec les Visconti d'abord puis avec les Sforza permet aux marquis de Finale de profiter d'une substantielle autonomie. Profitant lors de la période de la République ambrosienne, de l'inter-règne entre les deux dynasties, Gênes engage une guerre qui a lieu de 1447 à 1448 et a pour résultat l'incendie de Finalborgo, la capitale du marquisat, la démolition du château Gavone et la complète soumission à Gênes. Cependant, dès 1450, Jean Ier Del Carretto reconquiert Finale.
Même au XVIe siècle, Finale reste indépendante, bien qu'ayant des liens étroits avec Andrea Doria. Gênes envahit de nouveau le marquisat de Finale en 1558, profitant des protestations d'une partie de la population épuisée par les difficultés économiques engendrées par les guerres conduisant à la paix de Cateau-Cambrésis et par la rigidité de Alphonse II del Carretto. Après un éphémère retour du marquis, une nouvelle révolte, fomentée et protégée par l'Espagne, éclate. L'Espagne désirant s'assurer la domination directe sur l'unique territoire ligure indépendant de Gênes et relié avec le Milanais par les fief impériaux du Montferrat. l'objectif est atteint en 1598 lorsque le dernier marquis, Sforza Andrea, vend à Philippe II d'Espagne tous les droits féodaux des fiefs de del Carretto.
À l'issue de la guerre de Succession d'Espagne, le marquisat de Finale est donné à la république de Gênes qui maintient les statuts médiévaux jusqu'à la naissance de la république ligure en 1797. Parmi toutes les dynasties d'Alérame, celle des Del Carretto est la plus durable et la marche de Savone, bien que considérablement réduite en superficie, trouve avec Finale sa branche la plus pérenne.

### Les Alérame de Busca et la branche sicilienne des Lancia
Les Lancia constituent une autre branche importante de la dynastie des Alérame. Ils descendent de Guillaume del Vasto, fils de Boniface qui devient le premier marquis de Busca. Le Marquisat, enfermé entre les ambitions de la nouvelle ville de Coni, la puissance des marquis de Saluces et de l'occupation d'une partie du Piémont par les Angevin, survit seulement jusque vers la fin de XIIIe siècle. Il semble, toutefois, qu'une branche de cette dynastie se soit installé en Sicile, donnant naissance à l'une des plus importantes familles d'Alérame (certains généalogistes ne sont pas d'accord sur cette descendance), les Lanza ou Lancia.
Guillaume del Vasto a trois enfants: Bérenger, qui hérite du marquisat et dont descendent les Lancia piémontais (familles qui se perpétuent jusqu'au XIXe siècle), Manfred et Conrad. Ils héritent de leur oncle Oddon Boveri (un autre fils de Boniface del Vasto et comte de Loreto) de plusieurs fiefs dans la région d'Asti.
Le fondateur de Lanza, selon de nombreux généalogistes, serait Manfred, surnommé Manfredo Lancia à cause de sa fonction de lancier auprès de l'empereur Frédéric Barberousse. Il est le père de Bianca  dont l'empereur Frédéric II tombe amoureux. Frédéric reste attaché à Bianca pendant plus de vingt ans et, d'après la légende, l'aurait marié quelques jours avant la mort. De Bianca, Frédéric II a un fils Manfred qui est nommé vicaire du royaume de Sicile, il est tué lors de la bataille de Bénévent. Manfred est cité par Dante dans le troisième chant du purgatoire.
Les circonstances de la rencontre de Bianca et Frédéric (en 1210) ne sont pas claires. Selon certains elle se produit à la cour du marquis Boniface de Montferrat où son père s'est installé après la mort de Frédéric Barberousse, selon d'autres, la rencontre a lieu dans le château d'Agliano (près de Loreto), dont le seigneur, d'Agliano Bonifacio, a épousé la veuve de Manfred Lancia. L'amitié avec l'empereur, permet à Manfred Lancia II, frère de Bianca, d'obtenir le poste de vicaire général de l'Empire d'Italie, puis celui de capitaine impérial de Pavie et d'Asti où il meurt assassiné en 1248. Une branche de la famille d'Alérame se développe, ainsi, dans le sud de l'Italie, à la cour des Hohenstafen en Sicile
Galvano Lancia devient un important fonctionnaire de la cour allemande à Palerme, il est nommé vicaire de la Toscane et grand maréchal de la Sicile. Après la bataille de Bénévent (1266), se réfugiant en Calabre avec Manfred de Sicile, il combat avec le jeune Conradin contre Charles d'Anjou, mais fait prisonnier par les Français, il est décapité ainsi que ses fils Galeotto et Bartolomeo.
Son neveu de Conrad Lancia, après avoir échappé aux massacres des partisans des Hohenstaufen, reparait en Aragon où il devient aide de camp du roi Pierre III d'Aragon et il commande diverses expéditions militaires, y compris l'intervention en Sicile. Son fils Galeotto est comte de Caltanissetta et grand chancelier du royaume de Sicile en 1297.
La famille Lanza a aussi donné des personnalités importantes italiennes tels que Lanza del Vasto et Pietro Lanza.

### Les Alérame d'Incisa
Le petit marquisat d'Incisa constitue un autre potentat d'une importance relative. Créé en XIIe siècle par Albert del Vasto, il survit jusqu'en 1548. La politique des Incisa a oscillé entre Milan et les Montferrat. Déchiré par les guerres civiles, Incisa trouve en Oddon, à la fin du XVe siècle, un personnage d'un charisme particulier qui cherche à déposséder le marquis Guillaume IX de Montferrat. Après la découverte du complot, Oddon est condamné à mort. Le territoire du marquisat est annexé par les Gonzague.

## Art

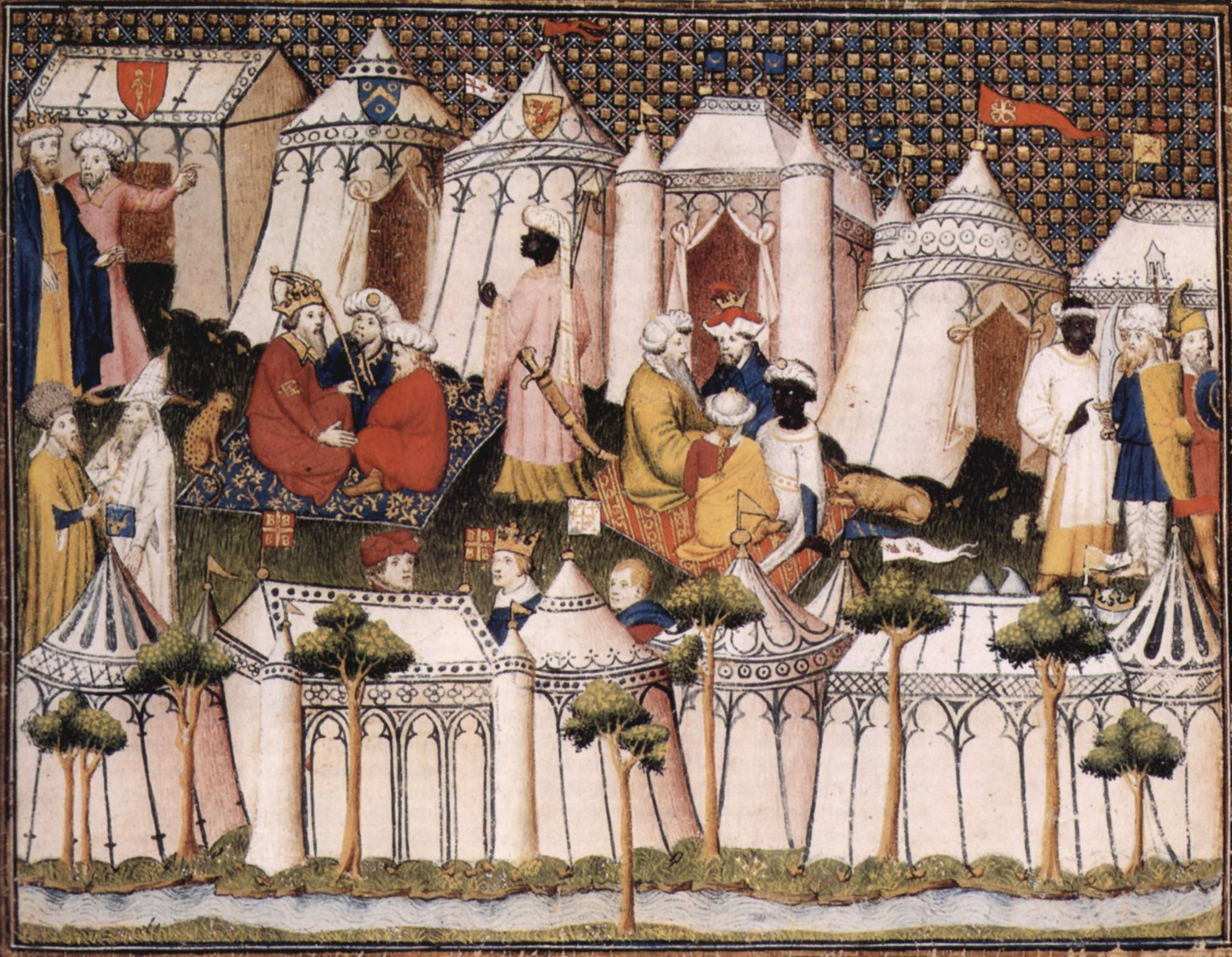
Miniature extraite de « Maitre de la Cité des Dames », conservée à la Bibliothèque nationale de Paris, qui représente un épisode du « Chevalier Errant » de Thomas III de Saluces.

### Littérature à la cour des Alérame
Le mécénat de certains princes alérame est peu connu mais très important pour l'histoire de la littérature régionale, il hébergent dans leur petite cour de nombreux artistes, particulièrement des écrivains.
La cour de Montferrat reçoit un grand nombre de poètes et d'artistes de l'époque. La poésie provençale trouve dans les actes des Montferrat en Orient une excellente source pour des récits épiques. On trouve, dans le Piémon, au cours de ces années, les célèbres poètes Gaucelm Faidit, Raimbaut de Vaqueiras et Bertran de Born. À la mort de Boniface, son fils, Guillaume VI de Montferrat, décide de consacrer sa politique à la consolidation du pouvoir et à la défense du marquisat, il s'attire alors la colère des courtisans et des poètes qui ont travaillé à la cour de son père. En peu de temps, ils abandonnent le Montferrat, trouvant l'inspiration pour leurs œuvres dans les actes d'autres condottieres croisés.
Il est nécessaire d'évoquer Thomas III, seigneur de Saluces, qui écrit, au cours d'une période d'emprisonnement à Turin au début du XVe siècle, un poème en langue provençale. Intitulé « Le Chevalier errant », le poème est connu presque exclusivement des milieux intellectuels.

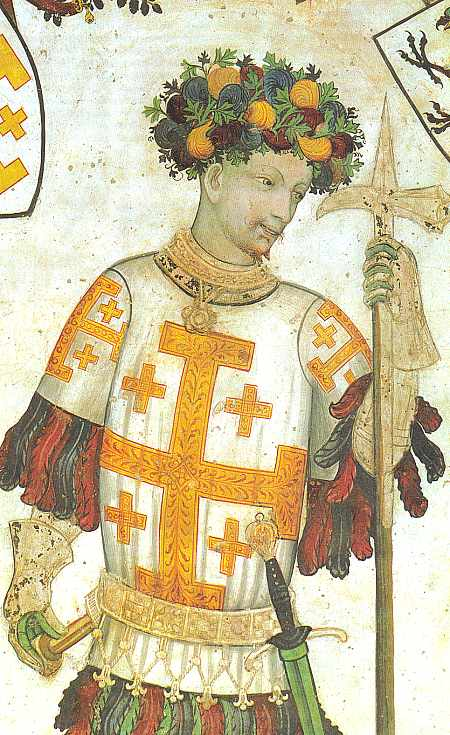
Maitre du château de la Manta, représentation de Godefroy de Bouillon.

Gioffredo della Chiesa à Saluces, écrit en italien une chronique de Saluces, le XVe siècle marque le tournant important de la langue provençale vers celle de Dante.
À la cour de Casale, le marquis Galeotto del Carretto de Millesimo écrit des chroniques du Montferrat où Benvenuto di San Giorgio fait écho sur le sujet.
Ludovic II, le prince protecteur des arts, écrit un traité sur les bonnes pratiques du gouvernement des États (1499).

### Aperçu de la vie dans le marquisat
Dans le domaine de la peinture, les fresques du château de la Manta, réalisées par l'inconnu « maitre du château de la Manta », se distinguent particulièrement. Le palais, propriété de Valerano de Saluces, conserve encore aujourd'hui de très importantes peintures dont les personnages, inspirés de la poésie de Thomas III de Saluces, « Le Chevalier Errant », représentent les courtisans de l'époque.
Le plus remarquable monument, dans le domaine de l'architecture, est l'abbaye de Lucedio, fondée par le marquis Rénier Ier de Montferrat qui est devenue le principal lieu de culte du marquisat de Montferrat. Il garde en son sein les nombreuses dépouilles des descendants d'Alérame.
Il existe d'autres châteaux remarquables où s'établirent les membres de la dynastie d'Alérame : par exemple les châteaux de Camino, de San Giorgio Monferrato, de Finale, de Saluces.